# Goniothalamus ninhianus
Goniothalamus ninhianus är en kirimojaväxtart som beskrevs av Nguyên Tiên Bân. Goniothalamus ninhianus ingår i släktet Goniothalamus och familjen kirimojaväxter. Inga underarter finns listade i Catalogue of Life.